# Beachvolleyball-Europameisterschaft 1995

## Frauen
Die Beachvolleyball-Europameisterschaft 1995 der Frauen fand in Saint-Quay-Portrieux statt. Es war die zweite EM im Sand für die weiblichen Athletinnen. Siegerinnen wurden Beate Paetow und Cordula Borger, die im Endspiel die Norwegerinnen Merita Berntsen und Ragni Hestad in zwei Sätzen bezwangen. Das Spiel um Bronze gewannen Beate Bühler und Danja Müsch gegen die Britinnen Audrey Cooper und Amanda Glover mit 15:3.
Die Europameisterinnen besiegten Sølvi Byberg / Heidi Larsen mit 15:6, Dolores Storková, Tereza Tobiášová mit 15:13 und Debora Kadijk / Lisette van de Ven mit 15:9. Im Halbfinale bezwang das deutsche Duo Cooper / Glover mit 15:10.
Die Bronzemedaillengewinnerinnen verloren gegen Berntsen / Hestad mit 15:17, gewannen gegen Byberg / Larsen mit 15:9 und gegen Brigitte Lesage / Anabelle Prawerman mit 15:4, bevor sie in der Vorschlussrunde gegen die EM-Zweiten mit 5:16 zum zweiten Mal den Kürzeren zogen.

### Ergebnis
| Platz | Nation                 | Namen                                  |
| ----- | ---------------------- | -------------------------------------- |
| 1     | Deutschland            | Beate Paetow / Cordula Borger          |
| 2     | Norwegen               | Merita Berntsen / Ragni Hestad         |
| 3     | Deutschland            | Beate Bühler / Danja Müsch             |
| 4     | Vereinigtes Konigreich | Audrey Cooper / Amanda Glover          |
| 5     | Niederlande            | Debora Kadijk / Lisette van de Ven     |
| 5     | Portugal               | Maria José Schuller / Cristina Pereira |
| 7     | Frankreich             | Brigitte Lesage / Anabelle Prawerman   |
| 7     | Niederlande            | Klep Paterson / Mascha van Wijnen      |
| 9     | Norwegen               | Sølvi Byberg / Heidi Larsen            |
| 9     | Schweden               | Charlotte Wiig / Anna Vorwerk          |
| 9     | Italien                | Cristiana Parenzan / Lucilla Perrotta  |
| 9     | Tschechien             | Dolores Storková / Tereza Tobiášová    |

## Männer
Die letzte Veranstaltung der Beachvolleyball-Europameisterschaft 1995 der Männer fand ebenfalls in Saint-Quay-Portrieux statt. Im Gegensatz zum Vorjahr, als die Gewinner von Almeria nur Dritte der EM waren, wurden die Gewinner des letzten Events auch tatsächlich Titelträger, weil sie insgesamt genügend Punkte gesammelt hatten, um als Erste über die Ziellinie zu gehen. Marko Klok und Michiel van der Kuip aus den Niederlanden gewannen die kontinentalen Titelkämpfe vor den Tschechen Václav Fikar / Milan Džavoronok, die in der Bretagne Siebte wurden und vor den Italienern Dionisio Lequaglie / Piero Antonini, die in Saint-Quay-Portrieux den vierten Rang belegten.

### Ergebnis der EM
| Platz | Nation      | Namen                               |
| ----- | ----------- | ----------------------------------- |
| 1     | Niederlande | Marko Klok / Michiel van der Kuip   |
| 2     | Tschechien  | Václav Fikar / Milan Džavoronok     |
| 3     | Italien     | Dionisio Lequaglie / Piero Antonini |

Im Anschluss die Ergebnisse der CEV-Events des Jahres.

### Ajaccio (Korsika)
| Platz | Nation      | Namen                             |
| ----- | ----------- | --------------------------------- |
| 1     | Schweiz     | Paul Laciga / Martin Laciga       |
| 2     | Niederlande | Marko Klok / Michiel van der Kuip |
| 3     | Frankreich  | Jérôme Sinet / Philippe Maz       |
| 4     | Niederlande | Michel Everaert / Sander Mulder   |
| 9     | Deutschland | David Schüler / Torsten Schulz    |

### Pescara
| Platz | Nation      | Namen                              |
| ----- | ----------- | ---------------------------------- |
| 1     | Tschechien  | Václav Fikar / Milan Džavoronok    |
| 2     | Schweiz     | Paul Laciga / Martin Laciga        |
| 3     | Niederlande | Marko Klok / Michiel van der Kuip  |
| 4     | Italien     | Alessandro Rigo / Andrea Raffaelli |
| 5     | Deutschland | André Fröhlich / Falk Zimmermann   |
| 5     | Frankreich  | Jérôme Sinet / Philippe Maz        |

### Jona (St. Gallen)
| Platz | Nation      | Namen                               |
| ----- | ----------- | ----------------------------------- |
| 1     | Spanien     | Jorge Rodriguez / Yoyi Rodriguez    |
| 2     | Niederlande | Marko Klok / Michiel van der Kuip   |
| 3     | Italien     | Dionisio Lequaglie / Piero Antonini |
| 4     | Frankreich  | Guilherm Deulofeu / Eric Meucci     |
| 5     | Schweiz     | Paul Laciga / Martin Laciga         |
| 5     | Frankreich  | Jérôme Sinet / Philippe Maz         |
| 13    | Deutschland | Jan Fell / Dirk Schlotfeldt         |

### Doksy
| Platz | Nation      | Namen                            |
| ----- | ----------- | -------------------------------- |
| 1     | Tschechien  | Václav Fikar / Milan Džavoronok  |
| 2     | Norwegen    | Kris Hjeltnes / Jørre Kjemperud  |
| 3     | Schweiz     | Paul Laciga / Martin Laciga      |
| 4     | Frankreich  | Guilherm Deulofeu / Eric Meucci  |
| 5     | Deutschland | André Fröhlich / Falk Zimmermann |
| 5     | Frankreich  | Jérôme Sinet / Philippe Maz      |

### Glyfada (Attika)
| Platz | Nation      | Namen                               |
| ----- | ----------- | ----------------------------------- |
| 1     | Deutschland | André Fröhlich / Falk Zimmermann    |
| 2     | Italien     | Dionisio Lequaglie / Piero Antonini |
| 3     | Tschechien  | Václav Fikar / Milan Džavoronok     |
| 4     | Niederlande | Marko Klok / Michiel van der Kuip   |
| 5     | Schweiz     | Paul Laciga / Martin Laciga         |
| 5     | Frankreich  | Guilherm Deulofeu / Eric Meucci     |

### Saint-Quay-Portrieux
| Platz | Nation      | Namen                               |
| ----- | ----------- | ----------------------------------- |
| 1     | Niederlande | Marko Klok / Michiel van der Kuip   |
| 2     | Russland    | Dmitri Karassew / Rushan Dajanow    |
| 3     | Spanien     | Jorge Rodriguez / Yoyi Rodriguez    |
| 4     | Italien     | Dionisio Lequaglie / Piero Antonini |
| 5     | Schweiz     | Paul Laciga / Martin Laciga         |
| 5     | Italien     | Alessandro Rigo / Andrea Raffaelli  |
| 7     | Tschechien  | Václav Fikar / Milan Džavoronok     |
| 7     | Deutschland | André Fröhlich / Falk Zimmermann    |